# Braune Hundezecke
Die Braune Hundezecke (Rhipicephalus sanguineus) ist ein blutsaugender Parasit. Sie stammt ursprünglich aus Nordafrika und ist mittlerweile in ganz Südeuropa verbreitet. Nördlich der Alpen tritt sie nur im Sommer durch Einschleppung auf, in beheizten Einrichtungen wie Wohnungen, Hundezuchten und Tierheimen kann sie auch hier ganzjährig endemisch auftreten. Es liegt inzwischen jedoch der begründete Verdacht nahe, dass die Braune Hundezecke im Zuge der Klimaerwärmung auch in Deutschland Fuß fassen könnte. Die Braune Hundezecke befällt vorwiegend Hunde, andere Warmblüter (einschließlich des Menschen) werden nur selten aufgesucht. Sie kann Babesia canis vogeli (ein Erreger der Babesiose des Hundes), Ehrlichia canis (Canine Ehrlichiose), Anaplasma platys (Canine Cyclische Thrombozytopenie) und Hepatozoon canis (Hepatozoonose) übertragen.

## Morphologie und Entwicklungszyklus
Die Braune Hundezecke ist im nüchternen Zustand etwa drei Millimeter groß, im vollgesogenen Zustand sind Weibchen bis zu 12 Millimeter lang. Sie sind rötlich-braun gefärbt, Weibchen haben am Vorderkörper einen dunkleren Rückenschild. Die vier Beinpaare sind braun.
Die Nymphen sind etwa einen Millimeter. die Larven etwa 0,5 Millimeter groß.
Die Weibchen legen nach der Blutmahlzeit ihre Eier versteckt im Boden bzw. in Verstecken in Wohnungen und an Hunderuheplätzen ab. Nach drei Wochen schlüpfen die Larven, die ebenfalls an Hunden Blut saugen. Sie häuten sich zu Nymphen und diese schließlich zu den Adulten. Der gesamte Entwicklungszyklus findet auf dem Hund statt und dauert etwa drei Monate.
Hundezecken sind sehr bewegungsaktiv. Sie können durch kleine Ritzen und entlang von Versorgungsschächten auch benachbarte Räume besiedeln. Durch den kurzen Entwicklungszyklus kann es schnell zu einem Massenbefall kommen. In kühlerer Umgebung verfallen sie in eine Kältestarre (Diapause) und können auch ohne Wirt bis zu einem Jahr überleben.

## Verbreitung
Die Braune Hundezecke stammt ursprünglich aus Nordafrika und ist an warme trockene Bedingungen angepasst. Von dort hat sie sich zwischen dem 50. nördlichen und dem 35. südlichen Breitengrad unter natürlichen Bedingungen nahezu weltweit verbreitet. In der warmen Jahreszeit kann sie auch nördlich der Alpen angetroffen werden, sie wird vor allem aus Südeuropa durch bei Urlaubsreisen mitgeführte Hunde regelmäßig eingeschleppt. Forscher vermuten allerdings, dass die Braune Hundezecke im Zuge der Klimaerwärmung auch in Deutschland heimisch werden könnte, da auch bereits Exemplare an Hunden gefunden wurden, die ihren Hof nie verlassen hatten. Das könnte ein Hinweis darauf sein, dass die Art in Deutschland möglicherweise bereits Fuß gefasst hat. Unter besonderen mikroklimatischen Bedingungen kann sie auch in Mitteleuropa ganzjährig zu finden sein: In Wohnungen, beheizten Zwingern und Tierheimen können sich die Parasiten ganzjährig halten. Ein Team von Parasitologen der Fakultät Agrarwissenschaften an der Universität Hohenheim in Stuttgart hat Mitte 2019 in einem neuen Forschungsprojekt begonnen, die Zeckenart genau zu untersuchen, insbesondere auch ihre Häufigkeit und Verbreitung. Die Universität bittet daher auch die Bevölkerung bei verdächtigen Zeckenfunden dies mit Bild zu melden.

## Medizinische Bedeutung und Bekämpfung
Die Braune Hundezecke kann bei Hunden Babesia canis vogeli (Erreger der milden Form der Babesiose), Ehrlichia canis (Erreger der Ehrlichiose) sowie Hepatozoon canis (Erreger der Hepatozoonose der Hunde) und vermutlich auch Hepatozoon felis übertragen.
Da Hundezecken keinen oder nur einen unterentwickelten Gesichtssinn haben, lässt sich ein Befall durch Störung der Witterung von Körpergeruch verhindern. Hierzu eignen sich Diethyltoluamid und Icaridin, die allerdings nur eine Kurzzeitwirkung haben. Mittel der Wahl sind Pyrethroide, deren milbenabweisende Wirkung auch auf einer chemischen Reizung der Zecke („Fuß-Rückzieh-Effekt“) beruht. Amitraz, Fipronil, Permethrin, Propoxur und Pyriprol haben bei Auftropfen auf die Haut (Spot-on) eine Schutzwirkung von etwa vier Wochen. Fluralaner wirkt bei oraler Anwendung acht Wochen. Deltamethrin und Propoxur haben bei Anwendung in Form imprägnierter Halsbänder eine Schutzwirkung von etwa sechs, Dimpylat von vier Monaten. Es gibt aber bereits Resistenzen gegenüber Fipronil und Pyrethroiden.
Eine Zeckenprophylaxe wird bei Hunden generell – auch zum Schutz vor anderen Zecken (Gemeiner Holzbock, Wiesenzecke) und der von ihnen übertragenen Krankheiten – während der warmen Jahreszeit empfohlen.